# Eisschnelllauf-Weltcup 1988/89
Der Eisschnelllauf-Weltcup 1988/89 wurde für Frauen und Männer an neun Weltcupstationen in neun Ländern ausgetragen. Die Saison begann am 26. November 1988 und endete am 19. März 1989. Hier wurden von Frauen Strecken von 500 bis 5000 und der Männer von 500 bis 10.000 Meter gelaufen.
Siehe auch: Liste der Gesamtweltcupsieger im Eisschnelllauf

## Wettbewerbe

### Frauen

#### Weltcup-Übersicht
| Datum                                                                                                   | Ort                                        | Disziplin         | Sieger            | Zweiter                   | Dritter            |
| --- | ------------------------------------------ | ----------------- | ----------------- | ------------------------- | ------------------ |
| 26. bis 27. Nov. 1988                                                                                   | Berlin (Sportforum Hohenschönhausen)       | 500 m (26. Nov.)  | Angela Hauck      | Christa Luding            | Katrin Trautvetter |
| 26. bis 27. Nov. 1988                                                                                   | Berlin (Sportforum Hohenschönhausen)       | 1000 m (26. Nov.) | Angela Hauck      | Gunda Kleemann            | Constanze Moser    |
| 26. bis 27. Nov. 1988                                                                                   | Berlin (Sportforum Hohenschönhausen)       | 1500 m (27. Nov.) | Gunda Kleemann    | Jacqueline Börner         | Heike Pöhland      |
| 26. bis 27. Nov. 1988                                                                                   | Berlin (Sportforum Hohenschönhausen)       | 3000 m (27. Nov.) | Gunda Kleemann    | Heike Schalling           | Constanze Moser    |
| 3. bis 4. Dez. 1988                                                                                     | Groningen (IJsstadion Stadspark Groningen) | 500 m (3. Dez.)   | Christa Luding    | Angela Hauck              | Herma Meijer       |
| 3. bis 4. Dez. 1988                                                                                     | Groningen (IJsstadion Stadspark Groningen) | 1000 m (3. Dez.)  | Christa Luding    | Angela Hauck              | Marieke Stam       |
| 3. bis 4. Dez. 1988                                                                                     | Groningen (IJsstadion Stadspark Groningen) | 1500 m (4. Dez.)  | Yvonne van Gennip | Marieke Stam              | Herma Meijer       |
| 3. bis 4. Dez. 1988                                                                                     | Groningen (IJsstadion Stadspark Groningen) | 3000 m (4. Dez.)  | Yvonne van Gennip | Marieke Stam              | Petra Becker       |
| Mehrkampfeuropameisterschaft in Berlin (Horst-Dohm-Eisstadion), 14.–15. Januar 1989                     |                                            |                   |                   |                           |                    |
| Mehrkampfweltmeisterschaft in Lake Placid (James B. Sheffield Olympic Skating Rink), 4.–5. Februar 1989 |                                            |                   |                   |                           |                    |
| 8. bis 9. Feb. 1989                                                                                     | Butte (US High Mountain Altitude Rink)     | 500 m (8. Feb.)   | Christa Luding    | Bonnie Blair              | Angela Hauck       |
| 8. bis 9. Feb. 1989                                                                                     | Butte (US High Mountain Altitude Rink)     | 1000 m            | Angela Hauck      | Christa Luding            | Bonnie Blair       |
| 8. bis 9. Feb. 1989                                                                                     | Butte (US High Mountain Altitude Rink)     | 1500 m            | Constanze Moser   | Yvonne van Gennip         | Bonnie Blair       |
| 8. bis 9. Feb. 1989                                                                                     | Butte (US High Mountain Altitude Rink)     | 500 m (9. Feb.)   | Bonnie Blair      | Christa Luding            | Angela Hauck       |
| 11. bis 12. Feb. 1989                                                                                   | Calgary (Olympic Oval)                     | 500 m (11. Feb.)  | Christa Luding    | Angela Hauck              | Bonnie Blair       |
| 11. bis 12. Feb. 1989                                                                                   | Calgary (Olympic Oval)                     | 1000 m (11. Feb.) | Christa Luding    | Angela Hauck              | Bonnie Blair       |
| 11. bis 12. Feb. 1989                                                                                   | Calgary (Olympic Oval)                     | 1500 m (12. Feb.) | Constanze Moser   | Yvonne van Gennip         | Marieke Stam       |
| 11. bis 12. Feb. 1989                                                                                   | Calgary (Olympic Oval)                     | 3000 m (12. Feb.) | Heike Schalling   | Constanze Moser           | Gunda Kleemann     |
| Sprintweltmeisterschaft in Heerenveen (Thialf), 25.–26. Februar 1989                                    |                                            |                   |                   |                           |                    |
| 10. bis 12. Mär. 1989                                                                                   | Inzell (Eisstadion Inzell)                 | 500 m             | Christine Aaftink | Bonnie Blair Angela Hauck |                    |
| 10. bis 12. Mär. 1989                                                                                   | Inzell (Eisstadion Inzell)                 | 1000 m            | Angela Hauck      | Constanze Moser           | Christa Luding     |
| 10. bis 12. Mär. 1989                                                                                   | Inzell (Eisstadion Inzell)                 | 1500 m            | Constanze Moser   | Gunda Kleemann            | Bonnie Blair       |
| 10. bis 12. Mär. 1989                                                                                   | Inzell (Eisstadion Inzell)                 | 3000 m            | Heike Schalling   | Gunda Kleemann            | Constanze Moser    |
| 18. bis 19. Mär. 1989                                                                                   | Heerenveen (Thialf)                        | 500 m             | Christa Luding    | Angela Hauck              | Bonnie Blair       |
| 18. bis 19. Mär. 1989                                                                                   | Heerenveen (Thialf)                        | 1000 m            | Christa Luding    | Angela Hauck              | Constanze Moser    |
| 18. bis 19. Mär. 1989                                                                                   | Heerenveen (Thialf)                        | 1500 m            | Constanze Moser   | Gunda Kleemann            | Heike Schalling    |
| 18. bis 19. Mär. 1989                                                                                   | Heerenveen (Thialf)                        | 3000 m            | Heike Schalling   | Gunda Kleemann            | Constanze Moser    |
| 18. bis 19. Mär. 1989                                                                                   | Heerenveen (Thialf)                        | 5000 m            | Gunda Kleemann    | Heike Schalling           | Constanze Moser    |

#### 500 Meter
(Endstand: Nach 7 Rennen)
| Rang | Name                 | Land                            | Punkte |
| ---- | -------------------- | ------------------------------- | ------ |
| 1    | Christa Luding       | Deutsche Demokratische Republik | 122    |
| 2    | Angela Hauck         | Deutsche Demokratische Republik | 113    |
| 3    | Bonnie Blair         | Vereinigte Staaten              | 109    |
| 4    | Herma Meijer         | Niederlande                     | 82     |
| 5    | Edel Therese Høiseth | Norwegen                        | 80     |
| 6    | Marieke Stam         | Niederlande                     | 70     |
| 7    | Shelley Rhead        | Kanada                          | 69     |
| 8    | Ingrid Haringa       | Niederlande                     | 64     |
| 9    | Zofia Tokarczyk      | Polen                           | 60     |
| 10   | Constanze Moser      | Deutsche Demokratische Republik | 59     |
|      |                      |                                 |        |
| 13   | Emese Nemeth-Hunyady | Österreich                      | 51     |
| 16   | Gunda Kleemann       | Deutsche Demokratische Republik | 26     |
| 19   | Katrin Trautvetter   | Deutsche Demokratische Republik | 20     |
| 27   | Jacqueline Börner    | Deutsche Demokratische Republik | 12     |

#### 1000 Meter
(Endstand: Nach 6 Rennen)
| Rang | Name                        | Land                                        | Punkte |
| ---- | --------------------------- | ------------------------------------------- | ------ |
| 1    | Angela Hauck                | Deutsche Demokratische Republik             | 119    |
| 2    | Christa Luding              | Deutsche Demokratische Republik             | 117    |
| 3    | Constanze Moser             | Deutsche Demokratische Republik             | 98     |
| 4    | Bonnie Blair                | Vereinigte Staaten                          | 76     |
| 5    | Marieke Stam                | Niederlande                                 | 75     |
| 6    | Ingrid Haringa              | Niederlande                                 | 58     |
| 7    | Zofia Tokarczyk             | Polen                                       | 56     |
| 8    | Emese Nemeth-Hunyady        | Österreich                                  | 55     |
| 9    | Christine Aaftink           | Niederlande                                 | 54     |
| 10   | Gunda Kleemann Herma Meijer | Deutsche Demokratische Republik Niederlande | 53     |
|      |                             |                                             |        |
| 18   | Heike Pöhland               | Deutsche Demokratische Republik             | 18     |
| 20   | Jacqueline Börner           | Deutsche Demokratische Republik             | 16     |
| 23   | Monique Garbrecht           | Deutsche Demokratische Republik             | 13     |

#### 1500 Meter
(Endstand: Nach 6 Rennen)
| Rang | Name                               | Land                                        | Punkte |
| ---- | ---------------------------------- | ------------------------------------------- | ------ |
| 1    | Constanze Moser                    | Deutsche Demokratische Republik             | 118    |
| 2    | Marieke Stam                       | Niederlande                                 | 92     |
| 3    | Gunda Kleemann                     | Deutsche Demokratische Republik             | 90     |
| 4    | Bonnie Blair                       | Vereinigte Staaten                          | 72     |
| 5    | Yvonne van Gennip                  | Niederlande                                 | 69     |
| 6    | Heike Schalling Herma Meijer       | Deutsche Demokratische Republik Niederlande | 66     |
| 8    | Emese Nemeth-Hunyady               | Österreich                                  | 57     |
| 9    | Petra Moolhuizen Erwina Ryś-Ferens | Niederlande Polen                           | 56     |
|      |                                    |                                             |        |
| 14   | Jacqueline Börner                  | Deutsche Demokratische Republik             | 36     |
| 19   | Heike Pöhland                      | Deutsche Demokratische Republik             | 20     |
| 24   | Anja Mischke Sabine Becker         | BR Deutschland                              | 13     |
| 29   | Kerstin Stachewicz                 | Deutsche Demokratische Republik             | 11     |

#### 3000/5000 Meter
(Endstand: Nach 6 Rennen)
| Rang | Name                 | Land                            | Punkte |
| ---- | -------------------- | ------------------------------- | ------ |
| 1    | Heike Schalling      | Deutsche Demokratische Republik | 119    |
| 2    | Gunda Kleemann       | Deutsche Demokratische Republik | 114    |
| 3    | Constanze Moser      | Deutsche Demokratische Republik | 102    |
| 4    | Marieke Stam         | Niederlande                     | 87     |
| 5    | Petra Moolhuizen     | Niederlande                     | 72     |
| 6    | Ingrid Paul          | Niederlande                     | 71     |
| 7    | Petra Becker         | BR Deutschland                  | 68     |
| 8    | Emese Nemeth-Hunyady | Österreich                      | 59     |
| 9    | Erwina Ryś-Ferens    | Polen                           | 45     |
| 10   | Anja Bollaart        | Niederlande                     | 39     |
|      |                      |                                 |        |
| 17   | Sabine Becker        | BR Deutschland                  | 23     |
| 20   | Anja Mischke         | BR Deutschland                  | 17     |
| 28   | Monique Garbrecht    | Deutsche Demokratische Republik | 9      |

### Männer

#### Weltcup-Übersicht
| Datum                                                                  | Ort                                           | Disziplin          | Sieger                          | Zweiter            | Dritter           |
| ---------------------------------------------------------------------- | --------------------------------------------- | ------------------ | ------------------------------- | ------------------ | ----------------- |
| 26. bis 27. Nov. 1988                                                  | Berlin (Horst-Dohm-Stadion)                   | 500 m (26. Nov.)   | Uwe-Jens Mey                    | Andrei Bachwalow   | Bae Ki-tae        |
| 26. bis 27. Nov. 1988                                                  | Berlin (Horst-Dohm-Stadion)                   | 1000 m             | Uwe-Jens Mey                    | Bae Ki-tae         | Igor Schelesowski |
| 26. bis 27. Nov. 1988                                                  | Berlin (Horst-Dohm-Stadion)                   | 1500 m             | Igor Schelesowski               | Michael Spielmann  | Eric Flaim        |
| 26. bis 27. Nov. 1988                                                  | Berlin (Horst-Dohm-Stadion)                   | 5000 m             | Eric Flaim                      | Michael Spielmann  | Tomas Gustafson   |
| 26. bis 27. Nov. 1988                                                  | Berlin (Horst-Dohm-Stadion)                   | 500 m (27. Nov.)   | Uwe-Jens Mey                    | Bae Ki-tae         | Andrei Bachwalow  |
| 3. Dez. 1998                                                           | Eskilstuna (Isstadion Eskilstuna)             | 500 m (3. Dez.)    | Uwe-Jens Mey                    | Nick Thometz       | Eric Flaim        |
| 3. Dez. 1998                                                           | Eskilstuna (Isstadion Eskilstuna)             | 1000 m (3. Dez.)   | Bae Ki-tae                      | Patrick Seltsam    | David Cruikshank  |
| 3. Dez. 1998                                                           | Eskilstuna (Isstadion Eskilstuna)             | 5000 m (3. Dez.)   | Leo Visser                      | Gerard Kemkers     | Per Bengtsson     |
| 4. Dez. 1998                                                           | Oslo (Valle Hovin)                            | 500 m (4. Dez.)    | Uwe-Jens Mey                    | Bae Ki-tae         | Roger Strøm       |
| 4. Dez. 1998                                                           | Oslo (Valle Hovin)                            | 1500 m (4. Dez.)   | Michael Hadschieff              | Roberto Sighel     | Eric Flaim        |
| 4. Dez. 1998                                                           | Oslo (Valle Hovin)                            | 3000 m (4. Dez.) 1 | Geir Karlstad                   | Leo Visser         | Tomas Gustafson   |
| 14. bis 15. Jan. 1989                                                  | Davos (Eisstadion Davos)                      | 500 m (14. Jan.)   | Dan Jansen                      | Uwe-Jens Mey       | Bae Ki-tae        |
| 14. bis 15. Jan. 1989                                                  | Davos (Eisstadion Davos)                      | 1000 m             | Bae Ki-tae                      | Eric Flaim         | Nick Thometz      |
| 14. bis 15. Jan. 1989                                                  | Davos (Eisstadion Davos)                      | 1500 m             | Eric Flaim                      | Gerard Kemkers     | Annejan Portijk   |
| 14. bis 15. Jan. 1989                                                  | Davos (Eisstadion Davos)                      | 3000 m 1           | Gerard Kemkers 4.06,32 min (CR) | Tomas Gustafson    | Christian Eminger |
| 14. bis 15. Jan. 1989                                                  | Davos (Eisstadion Davos)                      | 500 m (15. Jan.)   | Uwe-Jens Mey                    | Bae Ki-tae         | André Sobeck      |
| Mehrkampfeuropameisterschaft in Göteborg, 21.–22. Januar 1989          |                                               |                    |                                 |                    |                   |
| 28. bis 29. Jan. 1989                                                  | Baselga di Pinè (Stadio del ghiaccio di Piné) | 500 m (28. Jan.)   | Dan Jansen                      | Bae Ki-tae         | Uwe-Jens Mey      |
| 28. bis 29. Jan. 1989                                                  | Baselga di Pinè (Stadio del ghiaccio di Piné) | 1000 m (28. Jan.)  | Uwe-Jens Mey                    | Dan Jansen         | André Hoffmann    |
| 28. bis 29. Jan. 1989                                                  | Baselga di Pinè (Stadio del ghiaccio di Piné) | 500 m (29. Jan.)   | Uwe-Jens Mey                    | Dan Jansen         | Bae Ki-tae        |
| 28. bis 29. Jan. 1989                                                  | Baselga di Pinè (Stadio del ghiaccio di Piné) | 1000 m (29. Jan.)  | Uwe-Jens Mey                    | Nick Thometz       | Eric Flaim        |
| Mehrkampfweltmeisterschaft in Oslo (Valle Hovin), 11.–12. Februar 1989 |                                               |                    |                                 |                    |                   |
| 18. bis 19. Feb. 1989                                                  | Innsbruck (Olympia Eisstadion Innsbruck)      | 500 m (18. Feb.)   | Uwe-Jens Mey                    | Bae Ki-tae         | Yasushi Kuroiwa   |
| 18. bis 19. Feb. 1989                                                  | Innsbruck (Olympia Eisstadion Innsbruck)      | 1000 m             | Dan Jansen                      | Uwe-Jens Mey       | André Hoffmann    |
| 18. bis 19. Feb. 1989                                                  | Innsbruck (Olympia Eisstadion Innsbruck)      | 1500 m             | Peter Adeberg                   | Michael Hadschieff | André Hoffmann    |
| 18. bis 19. Feb. 1989                                                  | Innsbruck (Olympia Eisstadion Innsbruck)      | 5000 m             | Geir Karlstad                   | Michael Spielmann  | Gerard Kemkers    |
| 18. bis 19. Feb. 1989                                                  | Innsbruck (Olympia Eisstadion Innsbruck)      | 500 m (19. Feb.)   | Dan Jansen                      | Bae Ki-tae         | Uwe-Jens Mey      |
| Sprintweltmeisterschaft in Heerenveen (Thialf), 25.–26. Februar 1989   |                                               |                    |                                 |                    |                   |
| 10. bis 12. Mär. 1989                                                  | Inzell (Eisstadion Inzell)                    | 500 m (10. Mär.)   | Dan Jansen                      | Nick Thometz       | Bae Ki-tae        |
| 10. bis 12. Mär. 1989                                                  | Inzell (Eisstadion Inzell)                    | 1000 m             | Dan Jansen                      | Igor Schelesowski  | Nick Thometz      |
| 10. bis 12. Mär. 1989                                                  | Inzell (Eisstadion Inzell)                    | 1500 m             | Michael Spielmann               | Eric Flaim         | Peter Adeberg     |
| 10. bis 12. Mär. 1989                                                  | Inzell (Eisstadion Inzell)                    | 5000 m             | Gerard Kemkers                  | Ben van der Burg   | Roberto Sighel    |
| 10. bis 12. Mär. 1989                                                  | Inzell (Eisstadion Inzell)                    | 500 m (11. Mär.)   | Dan Jansen                      | Igor Schelesowski  | André Sobeck      |
| 18. bis 19. Mär. 1989                                                  | Heerenveen (Thialf)                           | 500 m (18. Mär.)   | Uwe-Jens Mey                    | Dan Jansen         | Andrei Bachwalow  |
| 18. bis 19. Mär. 1989                                                  | Heerenveen (Thialf)                           | 1000 m             | Igor Schelesowski               | Dan Jansen         | Nick Thometz      |
| 18. bis 19. Mär. 1989                                                  | Heerenveen (Thialf)                           | 1500 m             | Peter Adeberg                   | Michael Hadschieff | Roberto Sighel    |
| 18. bis 19. Mär. 1989                                                  | Heerenveen (Thialf)                           | 5000 m             | Roberto Sighel                  | Gerard Kemkers     | Michael Spielmann |
| 18. bis 19. Mär. 1989                                                  | Heerenveen (Thialf)                           | 10.000 m           | Bart Veldkamp                   | Geir Karlstad      | Gerard Kemkers    |
| 18. bis 19. Mär. 1989                                                  | Heerenveen (Thialf)                           | 500 m (19. Mär.)   | Dan Jansen                      | Igor Schelesowski  | Uwe-Jens Mey      |

1Die Läufe über 5000 Meter der Männer wurden auf 3000 Meter gekürzt

#### 500 Meter
(Endstand: Nach 14 Rennen)
| Rang | Name               | Land                            | Punkte |
| ---- | ------------------ | ------------------------------- | ------ |
| 1    | Uwe-Jens Mey       | Deutsche Demokratische Republik | 242    |
| 2    | Dan Jansen         | Vereinigte Staaten              | 223    |
| 3    | Bae Ki-tae         | Südkorea                        | 204    |
| 4    | Nick Thometz       | Vereinigte Staaten              | 179    |
| 5    | André Sobeck       | Deutsche Demokratische Republik | 154    |
| 6    | David Cruikshank   | Vereinigte Staaten              | 141    |
| 7    | Patrick Seltsam    | Vereinigte Staaten              | 123    |
| 8    | Frode Rønning      | Norwegen                        | 119    |
| 9    | Eric Flaim         | Vereinigte Staaten              | 116    |
| 10   | Andrei Bachwalow   | Sowjetunion                     | 114    |
|      |                    |                                 |        |
| 18   | André Hoffmann     | Deutsche Demokratische Republik | 70     |
| 20   | Uwe Streb          | BR Deutschland                  | 61     |
| 22   | Peter Adeberg      | Deutsche Demokratische Republik | 52     |
| 23   | Timo Jankowski     | Deutsche Demokratische Republik | 26     |
| 24   | Dietmar Semler     | BR Deutschland                  | 25     |
| 26   | Georg Herda        | BR Deutschland                  | 21     |
| 30   | Michael Hadschieff | Österreich                      | 14     |

#### 1000 Meter
(Endstand: Nach 8 Rennen)
| Rang | Name               | Land                            | Punkte |
| ---- | ------------------ | ------------------------------- | ------ |
| 1    | Uwe-Jens Mey       | Deutsche Demokratische Republik | 130    |
| 2    | Dan Jansen         | Vereinigte Staaten              | 126    |
| 3    | Bae Ki-tae         | Südkorea                        | 117    |
| 4    | Nick Thometz       | Vereinigte Staaten              | 112    |
| 5    | Eric Flaim         | Vereinigte Staaten              | 106    |
| 6    | André Hoffmann     | Deutsche Demokratische Republik | 101    |
| 7    | David Cruikshank   | Vereinigte Staaten              | 85     |
| 8    | Björn Forslund     | Schweden                        | 75     |
| 9    | André Sobeck       | Deutsche Demokratische Republik | 71     |
| 10   | Igor Schelesowski  | Sowjetunion                     | 67     |
|      |                    |                                 |        |
| 14   | Uwe Streb          | BR Deutschland                  | 46     |
| 20   | Peter Adeberg      | Deutsche Demokratische Republik | 29     |
| 20   | Michael Hadschieff | Österreich                      | 29     |

#### 1500 Meter
(Endstand: Nach 6 Rennen)
| Rang | Name                                           | Land                               | Punkte |
| ---- | ---------------------------------------------- | ---------------------------------- | ------ |
| 1    | Michael Hadschieff Eric Flaim                  | Österreich Vereinigte Staaten      | 102    |
| 3    | Peter Adeberg                                  | Deutsche Demokratische Republik    | 101    |
| 4    | Michael Spielmann                              | Deutsche Demokratische Republik    | 90     |
| 5    | André Hoffmann                                 | Deutsche Demokratische Republik    | 71     |
| 6    | Roberto Sighel                                 | Italien                            | 67     |
| 7    | Georg Herda Christian Eminger Johann Olav Koss | BR Deutschland Österreich Norwegen | 65     |
| 10   | Gerard Kemkers                                 | Niederlande                        | 61     |
|      |                                                |                                    |        |
| 12   | Markus Tröger                                  | BR Deutschland                     | 52     |
| 21   | Olaf Zinke                                     | Deutsche Demokratische Republik    | 16     |
| 25   | Peter Tietz                                    | Deutsche Demokratische Republik    | 15     |

#### 5000/10.000 Meter
(Endstand: Nach 6 Rennen)
| Rang | Name                        | Land                                           | Punkte |
| ---- | --------------------------- | ---------------------------------------------- | ------ |
| 1    | Gerard Kemkers              | Niederlande                                    | 152    |
| 2    | Geir Karlstad               | Norwegen                                       | 126    |
| 3    | Tomas Gustafson             | Schweden                                       | 114    |
| 4    | Michael Spielmann           | Deutsche Demokratische Republik                | 113    |
| 5    | Bart Veldkamp               | Niederlande                                    | 112    |
| 6    | Christian Eminger           | Österreich                                     | 110    |
| 7    | Roberto Sighel              | Italien                                        | 101    |
| 8    | Johann Olav Koss            | Norwegen                                       | 90     |
| 9    | Eric Flaim                  | Vereinigte Staaten                             | 73     |
| 10   | Per Bengtsson               | Schweden                                       | 68     |
|      |                             |                                                |        |
| 14   | Michael Hadschieff          | Österreich                                     | 47     |
| 16   | Peter Adeberg Rudolf Jeklic | Deutsche Demokratische Republik BR Deutschland | 42     |
| 19   | Roland Freier               | Deutsche Demokratische Republik                | 25     |
| 24   | Olaf Zinke                  | Deutsche Demokratische Republik                | 14     |
| 25   | Peter Tietz                 | Deutsche Demokratische Republik                | 12     |
| 26   | Hubert Kreutz               | Österreich                                     | 9      |

## Gesamt
- Platz: Gibt die Reihenfolge der Athleten wieder. Diese wird durch die Anzahl der Weltcupsiege bestimmt. Bei gleicher Anzahl werden die 2. Platzierungen verglichen, danach die 3. Platzierungen
- Name: Nennt den Namen des Athleten
- Land: Nennt das Land, für das der Athlet startete
- Siege: Nennt die Anzahl der Weltcupsiege
- 2. Plätze: Nennt die Anzahl der errungenen 2. Plätze
- 3. Plätze: Nennt die Anzahl der errungenen 3. Plätze
- Gesamt: Nennt die Anzahl aller gewonnenen Medaillen

### Top Ten
- Die Top Ten zeigt die zehn erfolgreichsten Sportler/-innen des Eisschnelllauf-Weltcups 1988/89

| Platz | Name              | Land                            | Siege | 2. Plätze | 3. Plätze | Gesamt |
| ----- | ----------------- | ------------------------------- | ----- | --------- | --------- | ------ |
| 1.    | Uwe-Jens Mey      | Deutsche Demokratische Republik | 11    | 2         | 3         | 16     |
| 2.    | Dan Jansen        | Vereinigte Staaten              | 8     | 4         | 0         | 12     |
| 3.    | Christa Luding    | Deutsche Demokratische Republik | 7     | 3         | 1         | 11     |
| 4.    | Angela Hauck      | Deutsche Demokratische Republik | 4     | 7         | 2         | 13     |
| 5.    | Constanze Moser   | Deutsche Demokratische Republik | 4     | 2         | 6         | 12     |
| 6.    | Gunda Kleemann    | Deutsche Demokratische Republik | 3     | 5         | 1         | 9      |
| 7.    | Heike Schalling   | Deutsche Demokratische Republik | 3     | 2         | 1         | 6      |
| 8.    | Bae Ki-tae        | Südkorea                        | 2     | 7         | 4         | 13     |
| 9.    | Gerard Kemkers    | Niederlande                     | 2     | 3         | 2         | 7      |
| 10.   | Igor Schelesowski | Sowjetunion                     | 2     | 3         | 1         | 6      |

### Frauen
| Platz | Name               | Land                            | Siege | 2. Plätze | 3. Plätze | Gesamt |
| ----- | ------------------ | ------------------------------- | ----- | --------- | --------- | ------ |
| 1.    | Christa Luding     | Deutsche Demokratische Republik | 7     | 3         | 1         | 11     |
| 2.    | Angela Hauck       | Deutsche Demokratische Republik | 4     | 7         | 2         | 13     |
| 3.    | Constanze Moser    | Deutsche Demokratische Republik | 4     | 2         | 6         | 12     |
| 4.    | Gunda Kleemann     | Deutsche Demokratische Republik | 3     | 5         | 1         | 9      |
| 5.    | Heike Schalling    | Deutsche Demokratische Republik | 3     | 2         | 1         | 6      |
| 6.    | Yvonne van Gennip  | Niederlande                     | 2     | 2         | 0         | 4      |
| 7.    | Bonnie Blair       | Vereinigte Staaten              | 1     | 2         | 6         | 9      |
| 8.    | Christine Aaftink  | Niederlande                     | 1     | 0         | 0         | 1      |
| 9.    | Marieke Stam       | Niederlande                     | 0     | 2         | 2         | 4      |
| 10.   | Jacqueline Börner  | Deutsche Demokratische Republik | 0     | 1         | 0         | 1      |
| 11.   | Herma Meijer       | Niederlande                     | 0     | 0         | 2         | 2      |
| 12.   | Heike Pöhland      | Deutsche Demokratische Republik | 0     | 0         | 1         | 1      |
| 12.   | Katrin Trautvetter | Deutsche Demokratische Republik | 0     | 0         | 1         | 1      |
| 12.   | Petra Becker       | BR Deutschland                  | 0     | 0         | 1         | 1      |

### Männer
| Platz | Name               | Land                            | Siege | 2. Plätze | 3. Plätze | Gesamt |
| ----- | ------------------ | ------------------------------- | ----- | --------- | --------- | ------ |
| 1.    | Uwe-Jens Mey       | Deutsche Demokratische Republik | 11    | 2         | 3         | 16     |
| 2.    | Dan Jansen         | Vereinigte Staaten              | 8     | 4         | 0         | 12     |
| 3.    | Bae Ki-tae         | Südkorea                        | 2     | 7         | 4         | 13     |
| 4.    | Gerard Kemkers     | Niederlande                     | 2     | 3         | 2         | 7      |
| 5.    | Igor Schelesowski  | Sowjetunion                     | 2     | 3         | 1         | 6      |
| 6.    | Eric Flaim         | Vereinigte Staaten              | 2     | 2         | 4         | 8      |
| 7.    | Geir Karlstad      | Norwegen                        | 2     | 1         | 0         | 3      |
| 8.    | Peter Adeberg      | Deutsche Demokratische Republik | 2     | 0         | 1         | 3      |
| 9.    | Michael Spielmann  | Deutsche Demokratische Republik | 1     | 3         | 1         | 5      |
| 10.   | Michael Hadschieff | Österreich                      | 1     | 2         | 0         | 3      |
| 11.   | Roberto Sighel     | Italien                         | 1     | 1         | 2         | 4      |
| 12.   | Leo Visser         | Niederlande                     | 1     | 1         | 0         | 2      |
| 13.   | Bart Veldkamp      | Niederlande                     | 1     | 0         | 0         | 1      |
| 14.   | Nick Thometz       | Vereinigte Staaten              | 0     | 3         | 3         | 6      |
| 15.   | Andrei Bachwalow   | Sowjetunion                     | 0     | 1         | 2         | 3      |
| 15.   | Tomas Gustafson    | Schweden                        | 0     | 1         | 2         | 3      |
| 17.   | Ben van der Burg   | Niederlande                     | 0     | 1         | 0         | 1      |
| 17.   | Patrick Seltsam    | Vereinigte Staaten              | 0     | 1         | 0         | 1      |
| 19.   | André Hoffmann     | Deutsche Demokratische Republik | 0     | 0         | 3         | 3      |
| 20.   | André Sobeck       | Deutsche Demokratische Republik | 0     | 0         | 2         | 2      |
| 21.   | Annejan Portijk    | Niederlande                     | 0     | 0         | 1         | 1      |
| 21.   | Christian Eminger  | Österreich                      | 0     | 0         | 1         | 1      |
| 21.   | David Cruikshank   | Vereinigte Staaten              | 0     | 0         | 1         | 1      |
| 21.   | Per Bengtsson      | Schweden                        | 0     | 0         | 1         | 1      |
| 21.   | Roger Strøm        | Norwegen                        | 0     | 0         | 1         | 1      |
| 21.   | Yasushi Kuroiwa    | Japan                           | 0     | 0         | 1         | 1      |

### Nationenwertung
- Die Nationenwertung zeigt die erfolgreichsten Nationen (Sportler/-innen) des Eisschnelllauf-Weltcups 1988/89

| Platz | Land                            | Siege | 2. Plätze | 3. Plätze | Gesamt |
| ----- | ------------------------------- | ----- | --------- | --------- | ------ |
| 1.    | Deutsche Demokratische Republik | 35    | 25        | 23        | 83     |
| 2.    | Vereinigte Staaten              | 11    | 12        | 14        | 37     |
| 3.    | Niederlande                     | 7     | 9         | 7         | 23     |
| 4.    | Südkorea                        | 2     | 7         | 4         | 13     |
| 5.    | Sowjetunion                     | 2     | 4         | 3         | 9      |
| 6.    | Norwegen                        | 2     | 1         | 1         | 4      |
| 7.    | Österreich                      | 1     | 2         | 1         | 4      |
| 8.    | Italien                         | 1     | 1         | 2         | 4      |
| 9.    | Schweden                        | 0     | 1         | 3         | 4      |
| 10.   | BR Deutschland                  | 0     | 0         | 1         | 1      |
| 10.   | Japan                           | 0     | 0         | 1         | 1      |